# Exocentrus albovittatus
Exocentrus albovittatus es una especie de escarabajo longicornio del género Exocentrus, categorizada en la tribu Exocentrini, de la subfamilia Lamiinae. Fue descrita por Breuning en 1955.

## Descripción
Mide 5-8 mm de longitud.

## Distribución
Se distribuye por Gabón, Mozambique, República del Congo, Tanzania, Zambia y Zimbabue.